# ヴィンスーン
座標: 北緯10度54分40秒 東経105度10分41秒 / 北緯10.91111度 東経105.17806度
ヴィンスーン （ベトナム語：Xã Vĩnh Xương / 社永昌）はベトナム、アンザン省タンチャウ市社の社のひとつ。

## 交通
ヴィンスーンには外国人旅行者にも開放されている国際国境である「ソンティエン（瀧前）国境」が存在する。ソンティエンとはメコン川本流のベトナム呼称であり、この国境検問所はメコン川の川岸及びそこから川上に突き出した浮島に設置されているため、船で訪問することができる。対向にあるのはカンボジアのカンダール州 Khaorm Sam Nor Kaoh Roka国境検問所である。ベトナムのチャウドックとカンボジアのプノンペンを結ぶ国際ボートがこの国境を通過する。

## ギャラリー

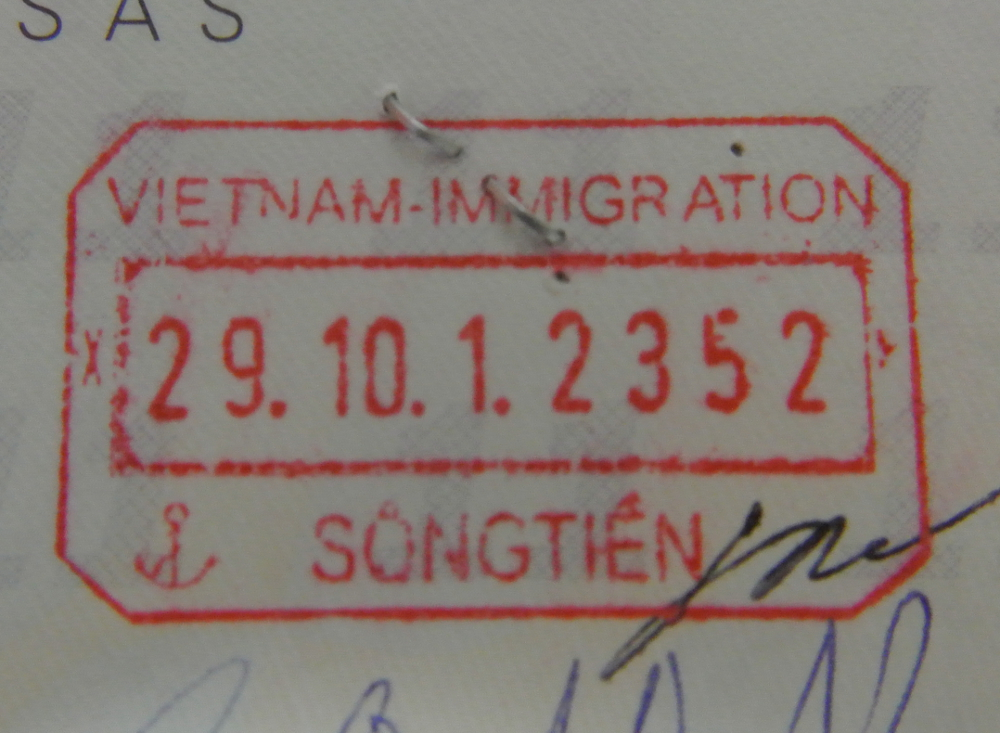
ソンティエン国境の出国スタンプ。